# 아오야마 (도쿄도 미나토구)

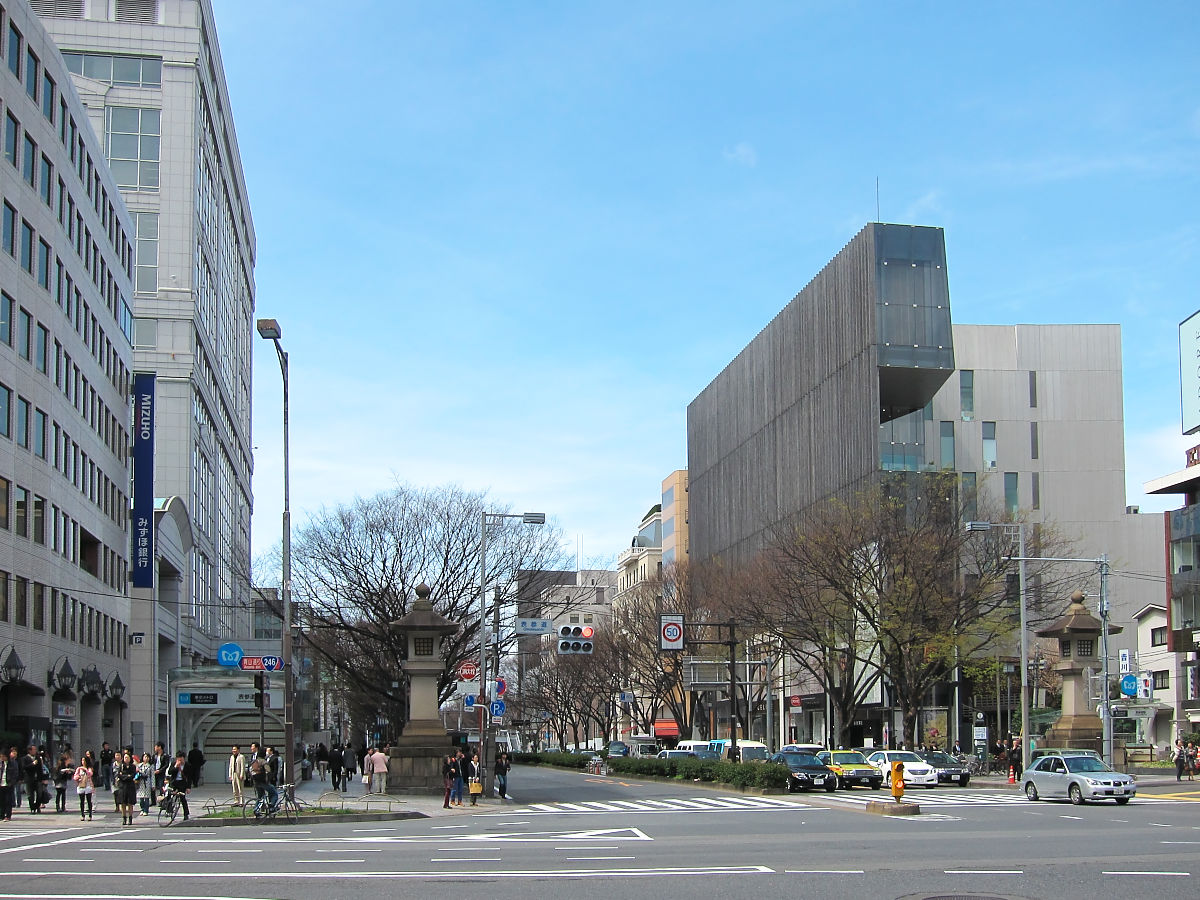

아오야마(青山)는 도쿄도 미나토구의 미나미아오야마 1~7초메, 기타아오야마 1~3초메 일대 지역을 가리키는 이름이다. '아오야마'라는 이름을 가진 지역명은 없다.
도쿠가와 이에야스의 중신이었던 '아오야먀'(青山) 가(家)의 저택이 있었던 것에서, 이 일대의 마을 이름에 '아오야마'를 따서'아오야마 ○○초' 식으로 붙인 것이 이 이름의 유래이다.
부티크, 미용실 등의 패션 복식 계열의 상점과 고급 레스토랑들이 눈에 띈다.

## 교통
- 지하철
  - 오모테산도 역(도쿄 메트로 긴자 선, 한조몬 선, 지요다 선）
  - 가이엔 앞역 (긴자 선)
  - 아오야마 1초메 역 (긴자 선, 한조몬 선, 오에도 선）
- 도로
  - 유료 도로
    - 수도 고속도로 3호 시부야 선

  - 일반 도로
    - 아오야마 길(青山通り, 국도 246호)
    - 롯폰키 길(六本木通り, 도쿄 도로 412호 가스미가세키 시부야 선)
    - 오모테산도 길(表参道通り)
    - 가이엔히가시 길(外苑東通り, 도쿄 도로 319호 환장 3호선)
    - 가이엔니시 길(外苑西通り, 도쿄 도로 418호 기타시나가와 요츠야 선)